# Lemsterland
Lemsterland (en frisón,Lemsterlân) es un antiguo municipio de la provincia de Frisia en los Países Bajos. En 2012 tenía una población de 13.557 habitantes ocupando una superficie de 124,34 km², de los que 48,1 km² correspondían a la superficie ocupada por el agua, con una densidad de población de 178 h/km². 
El municipio contaba con ocho núcleos de población principales y algunos otros menores, cuyos nombres oficiales son los holandeses. Hasta 1970 se encontraba en la frontera idiomática entre el frisón y el stellingwerfs, dialecto del bajo sajón, prácticamente desaparecido.
En Lemmer, la mayor población del municipio, se encontraba la estación de bombeo a vapor Ir.D.F. Woudagemaal, que fue declarada Patrimonio de la Humanidad por la UNESCO. 
Se disolvió como municipio el 1 de enero de 2014 al fusionarse con Gaasterlân-Sleat y Skarsterlân para crear el nuevo municipio denominado De Friese Meren (los Lagos de Frisia), al sureste de la provincia. 

## Galería

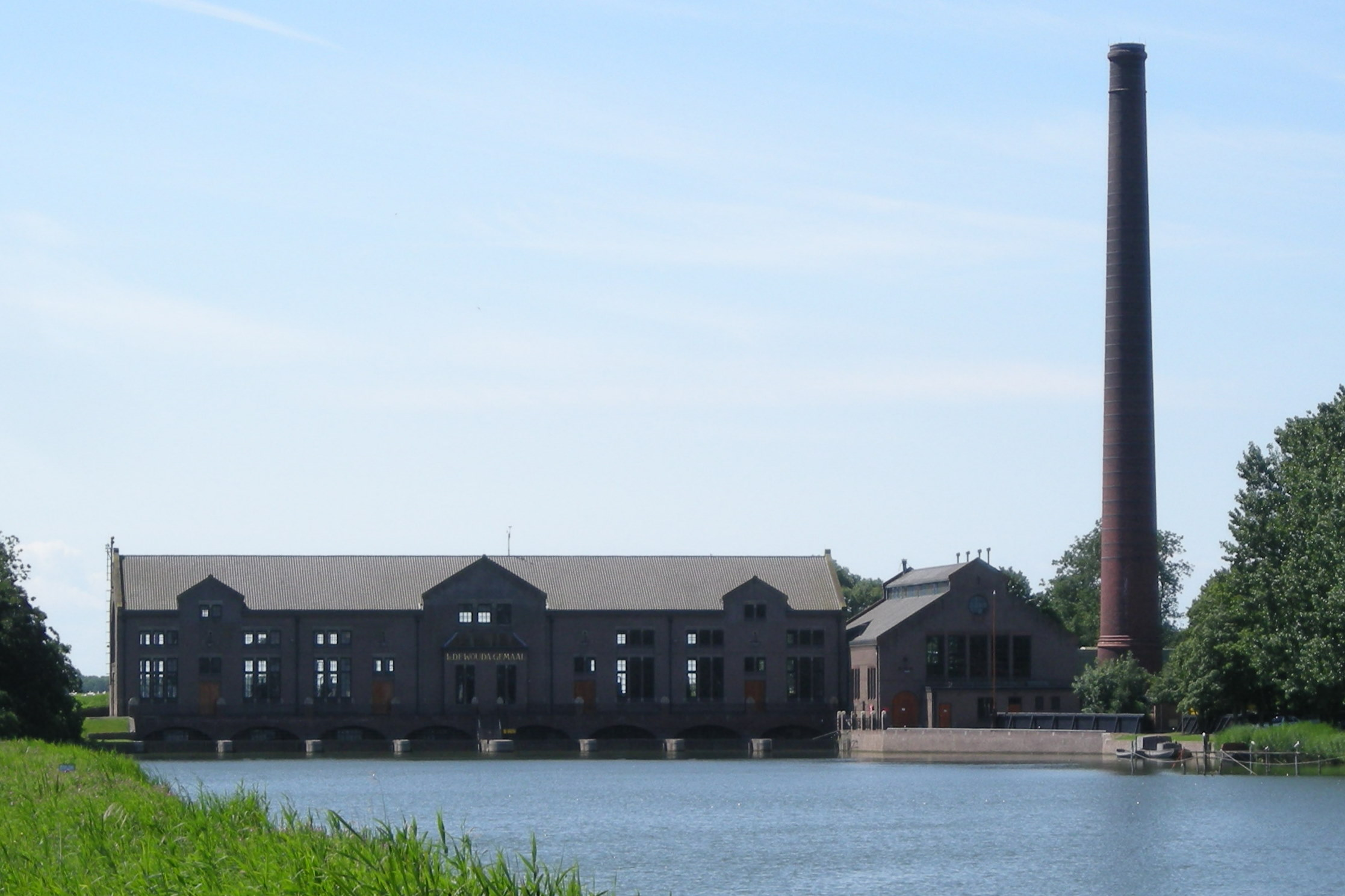
Estación de bombeo Ir.D.F. Woudagemaal.
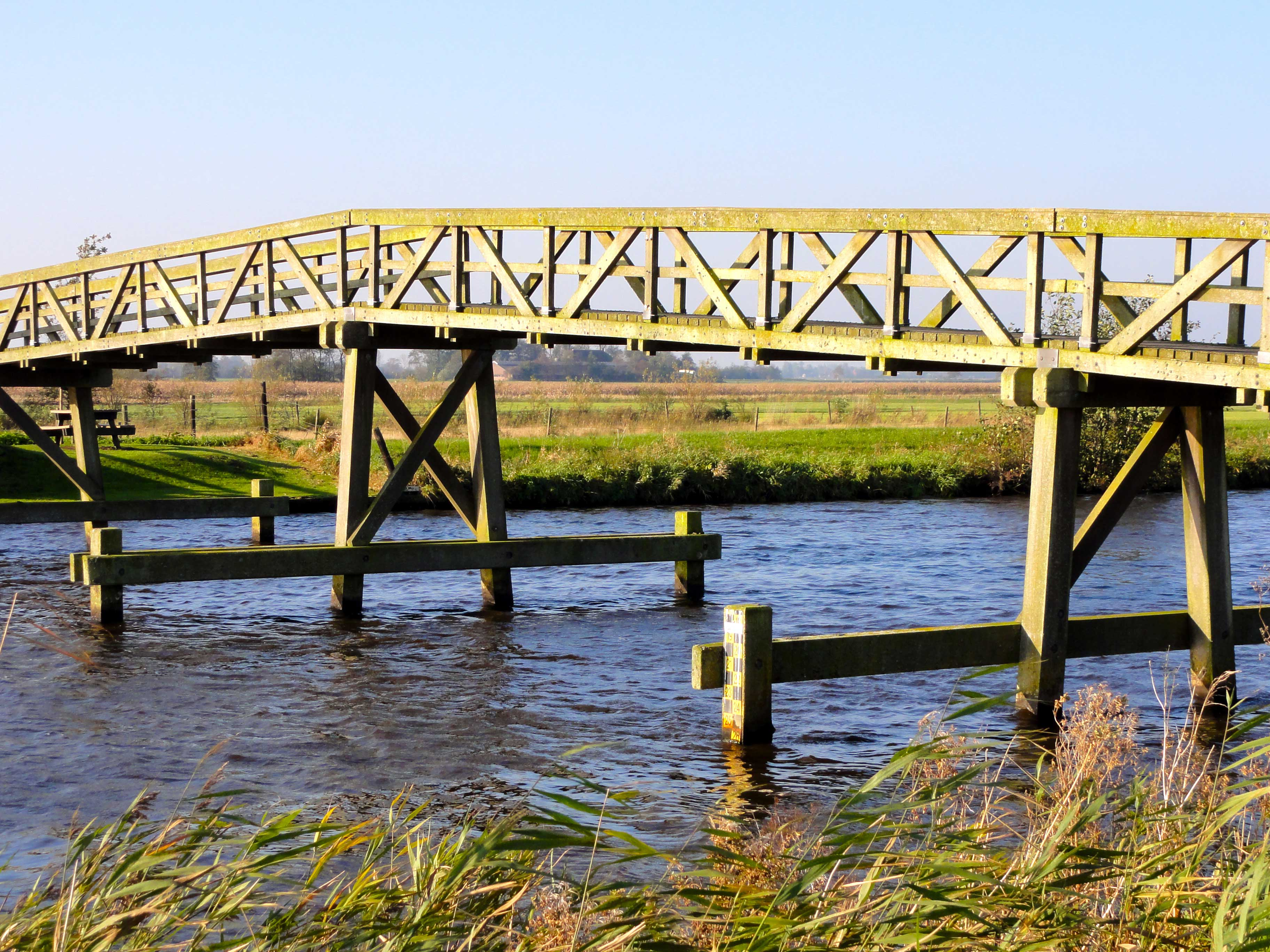
Canal Broeresloot.
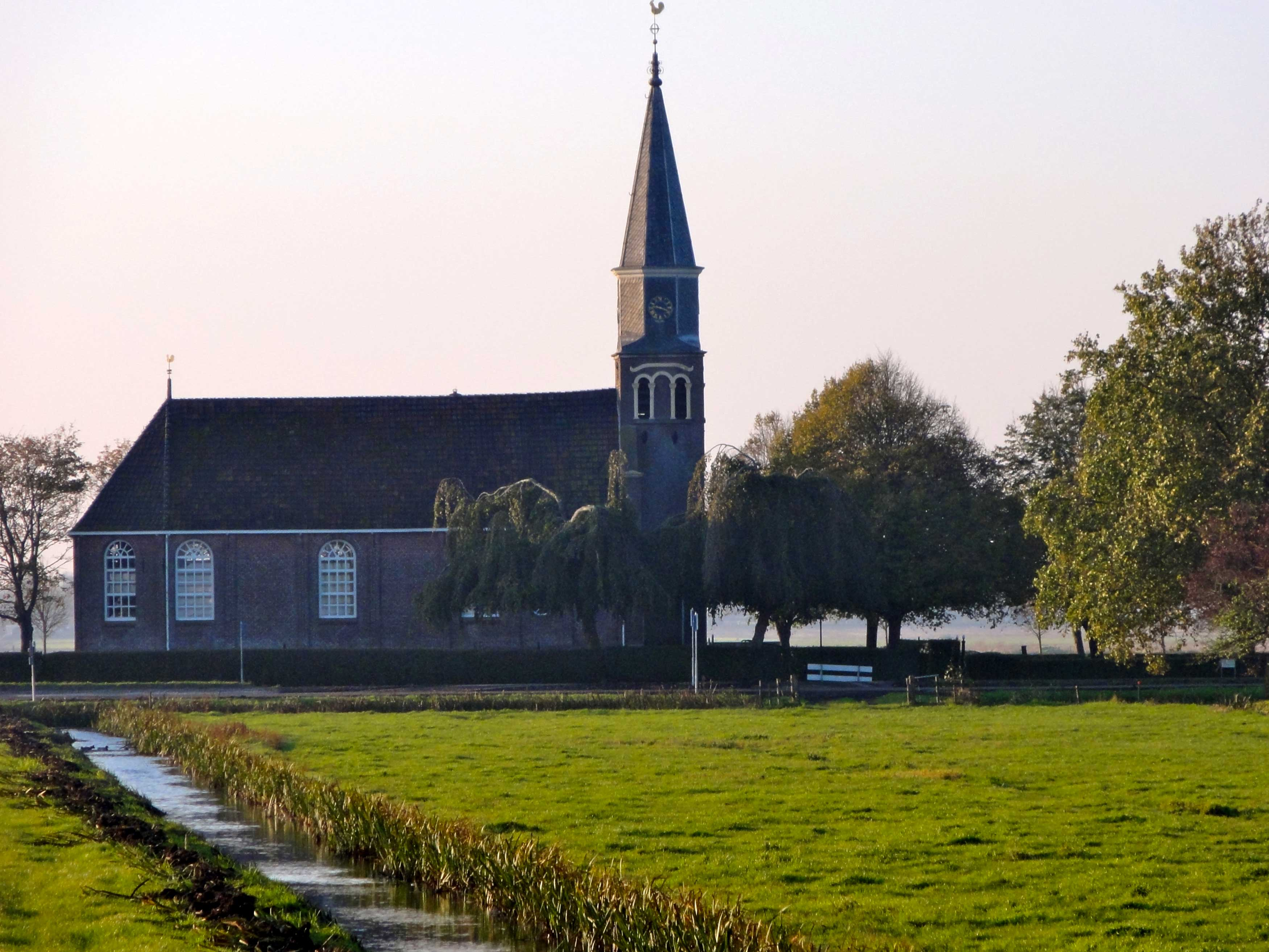
Iglesia de Echten.